# Базис ерозії
Базис ерозії (рос. базис эрозии, англ. base level of erosion, нім. Erosionsbasis) — поверхня поздовжнього профілю водного потоку, на рівні якої потік (річка, струмок) втрачає свою енергію і нижче якої не може поглибити (еродувати) своє ложе. Загальний (головний) рівень базису ерозії — рівень Світового океану, точніше рівень дна водотоків, які впадають в океан в їх гирлі. Для річок, що сліпо контактують з внутрішньоконтинентальними западинами, ту ж роль відіграє рівень розташованого у западині безстічного озера або дна самої западини, якщо вона суха. Вище за течією водного потоку можуть розташовуватися місцеві базиси ерозії, що лімітують глибину ерозії на окремих ділянках його поздовжнього профілю; ними можуть слугувати рівень проточних озер або вихід на поверхню твердих, важко розмивних гірських порід. Зміни висоти базису ерозії викликають посилення або ослаблення ерозії і є одною з причин зміни фаз врізання річок, поглиблення їх долин і наповнення цих долин річковими відкладами.
Розрізняють головний та місцевий базис ерозії. Головним зветься рівень водного басейну (здебільшого рівень моря, озера), куди впадає потік. Місцевий базис ерозії — рівень річки в місці впадіння в неї притоки. Від різниці висот положення верхів'я річки та її базису ерозії залежить величина живої сили річки. Зі збільшенням цієї різниці річка поглиблює своє русло, зі зменшенням — відкладає в руслі наноси. Періодична зміна положення базису ерозії або верхів'я річки призводить до утворення терас.